# Alineament quàntic

L'alineament quàntic (línia blava) travessa de manera eficient els paisatges energètics aprofitant el túnel quàntic per trobar el mínim global. El recuit quàntic ofereix un avantatge de rendiment significatiu respecte al recuit simulat (línia magenta), alliberant el potencial per resoldre problemes d'optimització massius que abans es pensava que eren impossibles.

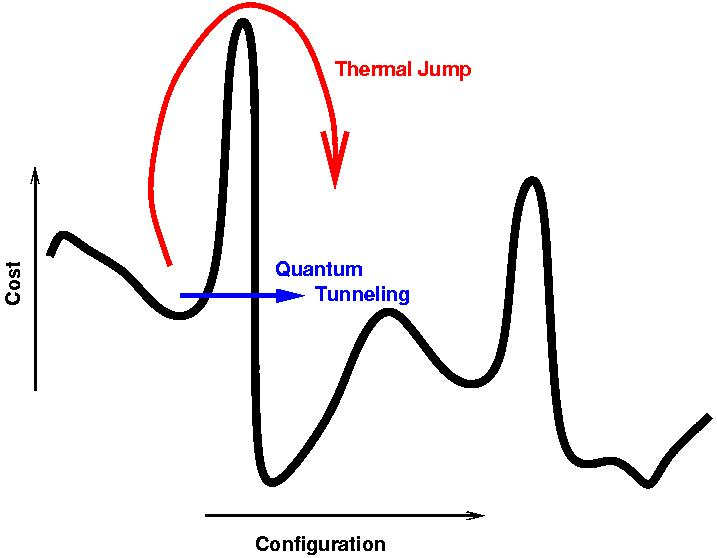
L'alineament quàntic: un paisatge cost/energia accidentat (cost al llarg de l'eix y, configuració al llarg de x), que mostra que el salt tèrmic ha d'estar per sobre de la barrera (en vermell), però el túnel quàntic pot ser A TRAVÉS de la barrera (en blau); Així, el túnel quàntic pot ser un mitjà més eficient per travessar el paisatge accidentat quan les barreres són altes però primes.

L'alineament quàntic (amb acrònim anglès QA) és un procés d'optimització per trobar el mínim global d'una funció objectiu donada sobre un conjunt determinat de solucions candidates (estats candidats), mitjançant un procés que utilitza fluctuacions quàntiques. L'alineament quàntic s'utilitza principalment per a problemes on l'espai de cerca és discret (problemes d'optimització combinatòria) amb molts mínims locals; com trobar l'estat fonamental d'un vidre giratori (vidre d'espín) o el problema del venedor ambulant. El terme "recuit quàntic" va ser proposat per primera vegada l'any 1988 per B. Apolloni, N. Cesa Bianchi i D. De Falco com un algorisme clàssic d'inspiració quàntica. Va ser formulat en la seva forma actual per T. Kadowaki i H. Nishimori a "Quantum annealing in the transversal Ising model" encara que AB Finnila, MA Gomez, havia discutit una variant de temps imaginari sense coherència quàntica, C. Sebenik i JD Doll, a "L'alineament quàntic és un nou mètode per minimitzar les funcions multidimensionals".
L'alineament quàntic parteix d'una superposició mecànica quàntica de tots els estats possibles (estats candidats) amb pesos iguals. A continuació, el sistema evoluciona seguint l'equació de Schrödinger depenent del temps, una evolució mecànica quàntica natural dels sistemes físics. Les amplituds de tots els estats candidats segueixen canviant, realitzant un paral·lelisme quàntic, d'acord amb la força depenent del temps del camp transversal, que provoca un túnel quàntic entre estats. Si la velocitat de canvi del camp transversal és prou lenta, el sistema es manté a prop de l'estat fonamental del Hamiltonià instantani (vegeu també càlcul quàntic adiabàtic). Si s'accelera la velocitat de canvi del camp transversal, el sistema pot abandonar l'estat fonamental temporalment però produir una probabilitat més alta de concloure en l'estat fonamental del problema final Hamiltonià, és a dir, el càlcul quàntic diabàtic. Finalment s'apaga el camp transversal i s'espera que el sistema hagi arribat a l'estat fonamental del model d'Ising clàssic que correspon a la solució del problema d'optimització original. Immediatament després de la proposta teòrica inicial es va informar d'una demostració experimental de l'èxit de l'alineament recuit quàntic per a imants aleatoris.
El camp de túnel és bàsicament un terme d'energia cinètica que no canvia amb la part clàssica d'energia potencial del vidre original. Tot el procés es pot simular en un ordinador utilitzant Monte Carlo quàntic (o una altra tècnica estocàstica), i així obtenir un algorisme heurístic per trobar l'estat fonamental del vidre clàssic.
En el cas del recuit d'una funció objectiu purament matemàtica, es pot considerar que les variables del problema són graus de llibertat clàssics, i que les funcions de cost són la funció d'energia potencial (Hamiltonià clàssic). Aleshores s'ha d'introduir artificialment al Hamiltonià un terme adequat que consisteix en variables no desplaçables (és a dir, variables que tenen un commutador diferent de zero amb les variables del problema matemàtic original) per jugar el paper del camp de túnel (part cinètica). Llavors es pot dur a terme la simulació amb el Hamiltonià quàntic així construït (la funció original + la part no commutable) tal com s'ha descrit anteriorment. Aquí, hi ha una opció per seleccionar el terme sense desplaçament i l'eficiència del recuit pot dependre d'això.